# Пам'ятка монументального мистецтва
Пам'ятка монументального мистецтва - високохудожні твори скульптури, живопису та декоративного мистецтва, які можуть бути пов'язаними з архітектурними спорудами, так і самостійними, що характеризують світогляд, естетичні погляди і рівень розвитку культури певної історичної епохи. 
Як і інші типи пам'яток, в Україні розрізняють пам'ятки монументального мистецтва національного та місцевого значення, і ті й інші вносяться до Державного реєстру нерухомих пам'яток України.

## Джерело
- ПАМ'ЯТКА ХУДОЖНЬОЇ КУЛЬТУРИ
- Ковпаненко Н. До історії вивчення пам'яток монументального мистецтва // Історико-культурна спадщина України: проблеми дослідження і збереження. - К.: Інститут історії України НАН України, 1998. - С. 320-343.
- Ковпаненко Н. Монументальний живопис // Актуальні питання виявлення і дослідження пам'яток історії та культури (на матеріалах Зводу пам'яток історії та культури України). - К.: Інститут історії України НАН України, 1999. - Ч. ІІ. - С.212 - 249.
- Ничкало С.А. Монументальна скульптура // Актуальні питання виявлення і дослідження пам'яток історії та культури (на матеріалах Зводу пам'яток історії та культури України). - К.: Інститут історії України НАН України, 1999. - Ч. ІІ. - С. 186 - 212.
- Ковпаненко Н. Пам'ятки монументального мистецтва // Пам'яткознавчі студії в Україні: теорія і практика. - К.: Інститут історії України, 2007. - С. 313 - 331.
- Ковпаненко Н. Проблеми висвітлення мистецької спадщини у "Зводі пам'яток історії та культури України". - К.: Інститут історії України НАН України, 2011. - 120 с.
- Кепін Д.В. Пам'ятки монументального мистецтва // Основи пам'яткознавства. - К.: Центр пам'яткознавства НАН України і УТОПІК, 2012. - С.170 - 190.